# Air Union
Air Union — колишня французька авіакомпанія, заснована 1 січня 1923 року в результаті злиття компаній Compagnie des Messageries Aériennes і Grands Express Aériens.
7 жовтня 1933 року шляхом об'єднання Air Union з чотирма іншими авіаперевізниками (Air Orient, CIDNA, SGTA (Lignes Farman) і Aéropostale) була утворена французька національна авіакомпанія Air France.

## Повітряний флот
- Blériot-SPAD S. 27 — 2 пасажирських місця
- Farman F. 50P — 5 пасажирських місць
- Farman F. 60 Голіаф — 12 пасажирських місць
- Farman F. 190 — 4 пасажирських місця
- Blériot 135 — 8 пасажирських місць
- Blériot 155 — 17 пасажирських місць, 2 літака
- Blériot 165 — 16 пасажирських місць, 2 літака
- Breguet 280T — 6 пасажирських місць, 16 літаків
- FBA 19 — 1 літак
- Wibault 282 — 12 пасажирських місць.

## Авіаподії і нещасні випадки
- 7 травня 1923 року. Літак Farman F.60 «Голіаф» (реєстраційний номер F-AEGP) отримав пошкодження при здійсненні вимушеної посадки в аеропорту Лімпн (Кент, Велика Британія). Після ремонту лайнер продовжив роботу на комерційних лініях.[2].
- 13 травня 1923 року. Farman F.60 «Голіаф» (реєстраційний номер F-AEBY), що виконував регулярний рейс з паризького аеропорту Ле Бурже в Кройдон, розбився на території департаменту Сомма (Франція). Загинули всі шість осіб, що знаходились на борту.
- 27 серпня 1923 року. Farman F.60 «Голіаф» (реєстраційний номер F-AECB), що виконував міжнародний рейс з Парижа в Кройдон, зазнав аварії над Іст-Маллінгом (Кент, Велика Британія). Через погані погодні умови лайнер здійснив вимушену посадку в Лімпні (Кент). Після зльоту відбулась відмова двигуна, літак ввійшов в некерований штопор і розбився.
- 22 січня 1924 року. Farman F.60 «Голіаф» (реєстраційний номер F-GEAO) згорів при здійсненні посадки в аеропорту Кройдон.
- 6 серпня 1924 року[3] у літака Farman F.60 «Голіаф» (реєстраційний номер F-ADDT), що прямував регулярним рейсом Париж-Кройдон, відмовив двигун. Пілот здійснив аварійну посадку поблизу села Голден-Грін (Кент, Велика Британія), всі шестеро людей на борту отримали травми різного ступеня важкості[4].
- 8 лютого 1925 року у лайнера Farman F.60 «Голіаф», що здійснював вантажний рейс з Парижа в Кройдон, при польоті над Ла-Маншем відмовив двигун. Спроба аварійно посадити літак на аеродромі Лімпна закінчилась катастрофою[5].
- 16 жовтня 1925 року. Farman F.60 «Голіаф» (реєстраційний номер F-HMFU) зазнав аварії поблизу містечка Уодхерст (Східний Сассекс, Велика Британія). Загинуло троє пасажирів, ще дві людини отримали травми[6]. Літак згодом був відновлений і продовжив польоти аж до закінчення реєстраційного дозволу 1 червня 1932 року. В наш час борт знаходиться в паризькому музеї авіації і космонавтики.
- 14 жовтня 1926 року. Farman F.60 «Голіаф» (реєстраційний номер F-FHMY) впав в Ла-Манш в 12 кілометрах на північ від міста Булонь-сюр-Мер[7]. Літак згодом був відремонтований і вернувся у стрій в 1929 році[8].
- 18 серпня 1926 року в дуже поганих погодних умовах у літака Bleriot 155 (реєстраційний номер F-AIEB) відбулась відмова двигуна. Лайнер впав в 3,2 кілометрах на південь від аеропорту Лімпна, загинули два пілота і два пасажира[9].
- 2 жовтня 1926 року. На борту Bleriot 155 (реєстраційний номер F-AICQ) виникла пожежа, літак втратив керування і впав поблизу села Лі (Кент, Велика Британія). Загинули п'ять пасажирів і два члена екіпажу.
- 10 березня 1927 року. Farman F.60 «Голіаф» (реєстраційний номер F-AEGP) через відмову двигуна здійснив аварійну посадку поблизу міста Тонбрідж (Кент).
- 24 листопада 1927 року. Farman F.60 «Голіаф» (реєстраційний номер F-GEAB) аварійно сів около села Рутем (графство Кент), получив при этом существенные повреждения. Позднее літак був восстановлен и вернулся в работу.
- 6 березня 1928 року. Farman F.60 «Голіаф» (реєстраційний номер F-AECU) впав на територію містечка Хайт (графство Кент). Борт, можливо, був згодом відремонтований і продовжував польоти аж до закінчення реєстраційного дозволу 1 червня 1932 року.
- 11 березня 1928 року. Farman F.60 «Голіаф» (реєстраційний номер F-AEFC), що виконував міжнародний рейс з Парижа в Кройдон, впав в протоку Ла-Манш. Після вильоту з Парижу літак здійснив вимушену посадку на аеродромі Сент-Інглевера в очікуванні покращення погоди над протокою. Пасажири прийняли рішення далі рухатися поромом, що і врятувало їм життя. Через декілька хвилин після зльоту з аеродрому лайнер подав сигнал біди і впав в Ла-Манш, тіла пілотів були знайдені поромом «Орлеанська діва» британської компанії «Південна залізниця»[10][11].
- 19 травня 1929 року. Farman F.63bis «Голіаф» (реєстраційний номер F-GEAI), що летів з Кройдона в Париж, здійснив жорстку аварійну посадку поблизу залізничної станції Педдок-Вуд, зупинився в декількох ярдах від сигнальної мачти і загорівся. Пілот і механік відбулись легкими травмами, успівши покинуть горящий літак.
- 31 липня 1929 року літак Farman F.60 «Голіаф» (реєстраційний номер F-GEAB) віз вантаж золотих злитків  з Лондона в Париж. В процесі польоту лайнер отримав пошкодження і здійснив аварійну посадку на берег річки Белт поблизу села Смарден (графство Кент, Велика Британія). Всі злитки були зібрані (декілька злитків витягнули з річки місцеві жителі) і перевезені вантажівкою в Лімпн для наступного транспортування в Париж[12].
- 17 січня 1931 року, Breguet 280T (реєстраційний номер F-AIVU). При здійсненні посадки в аеропорту Лімпна літак задів огороджувальний паркан і впав на аеродром, отримав значні пошкодження фюзеляжу і колісних стійок[13][14]. З восьми осіб на борту був травмований один член екіпажу[15].
- 23 квітня 1931 року[16] після зльоту з Мардена зазнав аварії поштовий борт Farman F.60 «Голіаф» (реєстраційний номер F-ADDT)[17].